# إرنست بيكرينغ (كاتب)
إرنست بيكرينغ (بالإنجليزية: Ernest Pickering)‏ هو كاتب أمريكي، ولد في 14 ديسمبر 1928، وتوفي في 16 أكتوبر 2000.